# Liste von Paradoxa
Diese Liste von Paradoxa umfasst zahlreiche Paradoxa, von denen viele einen eigenen Artikel haben und die in Fachliteratur als Paradoxien bezeichnet werden. Sie ist thematisch sortiert, diese Sortierung ist jedoch bloß ungefähr, da manches Paradoxon auch mehreren Kategorien bzw. Themen zugeordnet werden kann, und erhebt keinen Anspruch auf Vollständigkeit. Einige der hier sogenannten Paradoxa sind lediglich der Intuition, herrschenden Meinung oder Erwartung widersprechende, aber korrekte Beantwortungen eines Problems, oder sie beruhen auf Fehlschlüssen. Dennoch fallen manche unter den landläufigen Wortgebrauch, der ein antinomisch oder auf (verborgenen) inkonsistenten Begriffsbestimmungen beruhendes, sich selbst widersprechendes Resultat des Schlussfolgens bezeichnet, das Probleme in den vorausgesetzten Begriffsbestimmungen oder angenommenen Regeln zum Vorschein bringt.

## Logik, Philosophie und Theologie
- Performativer Widerspruch, s. Retorsion
- Paradoxien des Zenon von Elea
  - Achilles und die Schildkröte und What the Tortoise Said to Achilles
  - Pfeil-Paradoxon
  - Zenons Paradoxien der Vielheit.
- Paradoxien der Selbstreferenz:
  - Lügner-Paradox: Ich lüge gerade.
  - Paradoxon des Epimenides: Epimenides der Kreter sagt, dass alle Kreter lügen.
  - Barbier-Paradoxon: Rasiert sich der Barbier, der genau diejenigen rasiert, die sich selbst nicht rasieren?
  - Das durch die Russellsche Antinomie hervorgerufene Mengenparadoxon
  - Grelling-Nelson-Antinomie
- Paradoxien der materialen Implikation
- Hempels Paradox der Induktiven Bestätigung: Eine Hypothese wird durch alle ihr nicht widersprechenden Beobachtungen bestätigt, also auch durch solche, die den Gegenstand der Hypothese nicht betreffen.
- Goodmans neues Rätsel der Induktion: dieselben Beobachtungen können gegensätzliche Induktionsschlüsse rechtfertigen.
- Paradoxie des Haufens und der Calvus (Philosophie)
- Schiff des Theseus: Wieviele Teile eines Gegenstandes können ausgetauscht werden, ohne dass er seine Identität verliert?
- Die Vexierfragen der Sophisten
- Gefangenenparadoxon
- Allmachtsparadoxon: Kann ein allmächtiger Gott einen Stein erschaffen, den er selbst nicht heben kann?
- Die Kōans des Zen-Buddhismus
- Paradoxon der unerwarteten Hinrichtung
- Berry-Paradoxon
- Das Henne-Ei-Problem (Letztbegründung).
- Münchhausen-Trilemma
- Newcombs Problem
- Yablos Paradoxon
- Großvater-Paradoxon: Ein Zeitreisender, der in der Vergangenheit seinen Großvater umbringt, würde nie geboren werden, und könnte daher seinen Großvater nicht umgebracht haben.
- Catch-22-Paradoxon: Eine Handlung schließt ihren eigenen Zweck aus.

## Mathematik
- Banach-Tarski-Paradoxon: Das Volumen eines Körpers wird allein durch neues Zusammensetzen verdoppelt.
- Burali-Forti-Paradoxon: Die Menge aller Ordinalzahlen ist kleiner als sie selbst.
- Cantorsche Antinomie: Die Potenzmenge der Allklasse ist nicht mächtiger als die Allklasse.
- Currys Paradoxon: Mit einer Aussage, die ihre eigene Gültigkeit voraussetzt, ist alles beweisbar.
- Grelling-Nelson-Antinomie: Ist das Wort „heterologisch“ heterologisch?
- Russellsche Antinomie: Paradoxon der naiven Mengenlehre: Die Menge aller Mengen, die sich selbst nicht enthalten.
- Skolem-Paradox: Eine Menge von Ausdrücken der Prädikatenlogik erster Stufe, die ein überabzählbar großes Universum beschreibt, ist bereits in einem abzählbar großen Universum erfüllbar.
- Eulers alternierende Reihen: Manche divergente Reihen konvergieren nach geeigneter Umordnung.
- Hilberts Hotel: ein Verweis auf Paradoxien der Unendlichkeit
- Geburtstagsparadoxon: ist ein Beispiel dafür, dass bestimmte Wahrscheinlichkeiten (und auch Zufälle) intuitiv häufig falsch geschätzt werden.
- Pferde-Paradox: ein Beispiel für die fehlerhafte Anwendung der vollständigen Induktion
- Schachbrett-Paradoxon: optische Täuschung, die auf den Eigenschaften der Fibonacci-Folge beruht
- Paradox von Hooper: optische Täuschung

## Physik
- Schrödingers Katze
- Einstein-Podolsky-Rosen-Paradoxon
- Bellsches Raumschiffparadoxon
- D’Alembertsches Paradoxon: In einer reibungsfreien Flüssigkeit erfährt ein Körper keine Widerstandskraft in Strömungsrichtung.
- Eierkocherparadoxon: Für mehr Eier wird weniger Wasser benötigt.
- Gibbssches Paradoxon: Zunahme der Entropie auch bei der Mischung einphasiger Stoffe.
- Hydrodynamisches Paradoxon: Nähert man unter Wasser einen Schlauch senkrecht an die Gefäßwand, so stößt das ausströmende Wasser den Schlauch nicht ab, er wird zur Wand gezogen. Allgemein: Gegenstände, die an Strömungszonen von Gasen bzw. Flüssigkeiten angrenzen, werden in sie hineingezogen.
- Hydrostatisches Paradoxon: In einem mit Wasser gefüllten Gefäß, das sich nach oben hin verjüngt, kann die Druckkraft größer sein als die Gewichtskraft des gesamten Wassers.
- Mpemba-Effekt: Heißes Wasser gefriert unter bestimmten Bedingungen schneller als kaltes Wasser.
- Myonen-Paradoxon: Myonen, resultierend aus kosmischer Höhenstrahlung, sind auf der Erde messbar, obwohl sie eigentlich nach wenigen hundert Metern Flug nach ihrer Entstehung bereits zerfallen sein müssten. Erklärbar durch die relativistische Zeitdilatation.
- Paradoxon der Längenkontraktion
- Pfeil-Paradoxon nach Zenon von Elea
- Spiegelparadoxon: Im Spiegelbild wirkt rechts und links vertauscht, aber nicht oben und unten.
- Trouton-Noble-Paradoxon oder Winkelhebelparadoxon: Der Wechsel des Inertialsystems führt nicht zur Rotation eines statischen Systems.
- Unendlichkeitsmaschine: Ein mechanisches Getriebe, dessen Ausgang feststeht.
- Zwillingsparadoxon
- Rad des Aristoteles

- Astronomie
  - Olberssches Paradoxon: In einem ewigen, unendlichen, unveränderlichen und gleichmäßig mit Sternen gefüllten Universum wäre der Himmel so hell wie die Oberfläche der Sonne.
  - Fermi-Paradoxon: Möglichkeit auf außerirdische Lebensformen zu treffen.

## Medizin und Biologie
- Großer Harlekinfrosch (Pseudis paradoxa): Bei dieser Froschart, die auch Paradoxer Frosch genannt wird, ist die Kaulquappe bis zu 25 cm, der erwachsene Frosch aber nur 7,5 cm groß.
- Bei den Ameisen der Gattung Carebara (ehemals Pheidologeton) können die Soldatinnen wegen ihrer übergroßen Kiefer nicht selbständig fressen und müssen wie bei den Wanderameisen von kleineren Arbeiterinnen gefüttert werden, aber wie bei den Honigtopfameisen können sie diesen als „lebende Futterspeicher“ dienen.
- Bei Panzerechsen sind die Muskeln zum Schließen des Mauls sehr stark, die zum Öffnen des Mauls aber so schwach, dass man ihnen das Maul zuhalten kann.
- Landkrabben legen ihre Eier ins Meer ab, wo sich ihre Larven entwickeln. Erwachsene Tiere können nicht schwimmen, so dass ein Weibchen manchmal ertrinken muss, wenn es bei der Eiablage von einer Welle erfasst wird oder ins Wasser fällt.
- Paradoxon des Planktons: Beim Zusammenleben verschiedener Arten muss eine ökologische Divergenz (ökologische Nische) existieren. Diese ist beim Phytoplankton offensichtlich weitestgehend nicht vorhanden.
- Riffparadoxon: Die hohe Biomasseproduktion von Korallenriffen bei relativer Nährstoffarmut der Umgebung.
- Graysches Paradoxon: Die Strömungseigenschaften eines schnellen Wales sind besser, als durch die reine Körperform der Tiere möglich ist. Verbesserungen treten durch verschiedene Optimierungen der Hautstruktur auf.
- Levinthal-Paradox: Problem aus der Molekularbiologie, wie eine Aminosäurekette in kurzer Zeit ihren korrekt gefalteten Zustand als Protein findet.
- Paradoxe Wirkung bei Arzneimitteln und Stimulanzien: Zum beabsichtigten Effekt wird genau die entgegengesetzte Wirkung beobachtet (z. B. Schlafmittel bewirkt Schlaflosigkeit).
- Adipositas-Paradoxon: Nach einer höchst umstrittenen Hypothese können fettleibige Patienten bei manchen chronischen Erkrankungen eine höhere restliche Lebenserwartung haben als normalgewichtige Patienten.
- Peto’s paradox: Mit der Zunahme der Anzahl von Körperzellen sollte die Wahrscheinlichkeit einer malignen Entartung proportional zunehmen, wodurch große Säugetiere erheblich häufiger Krebs entwickeln müssten als kleine Säuger. Tatsächlich unterscheiden sich die Krebs-Häufigkeiten bei Säugetieren nur geringfügig.
- Hormesis: Das Paradox, dass eine geringe Dosis schädlicher oder giftiger Substanzen unter Umständen eine positive Wirkung hervorrufen kann.

## Psychologie
- Paradoxe Intervention

## Spiel- und Entscheidungstheorie, Statistik
- Die Lösung des Ziegenproblems.
- Braess-Paradoxon: Durch Kapazitätserhöhung in einem Netz kann sich die Leistungsfähigkeit verringern.
- Downs-Thomson-Paradoxon: Die Geschwindigkeit des Autoverkehrs folgt aus der Geschwindigkeit von gleichwertigen Fahrten mit öffentlichen Verkehrsmitteln.
- Jevons’ Paradoxon: Die effizientere Nutzung eines Rohstoffes führt letztlich zu einer erhöhten Nutzung dieses Rohstoffes, anstatt sie zu senken.
- Sankt-Petersburg-Paradoxon: Der zu erwartende Gewinn ist unendlich und doch ist man nur zu einem geringen Einsatz bereit.
- Simpson-Paradoxon: Bei einer Erhebung, die in mehreren Teilerhebungen erfolgt, kann es geschehen, dass eine Vergleichsgruppe in der Mehrzahl oder allen Teilerhebungen einen höheren Wert pro Gruppengröße erzielt und dennoch in der Summe eine schlechtere Quote hat.
- Abstimmungsverfahren
  - Condorcet-Paradoxon: Die Mehrheit bevorzugt die Option A gegenüber B, und B gegenüber C. Dennoch möchte die Mehrheit lieber C als A. (siehe auch Arrow-Theorem)
  - Alabama-Paradoxon: Die Erhöhung der Anzahl der Parlamentssitze kann bei bestimmten Proporz-Verteilungen dazu führen, dass Parteien absolut Mandate verlieren.
  - Negatives Stimmgewicht: Zusätzliche Wähler einer Partei verringern deren Sitze im Parlament.
  - Ostrogorski-Paradox: Wahlergebnisse hängen entscheidend vom Wahlverfahren ab.
- Allais-Paradoxon
- Ellsberg-Paradoxon
- Gefangenendilemma

## Geowissenschaften

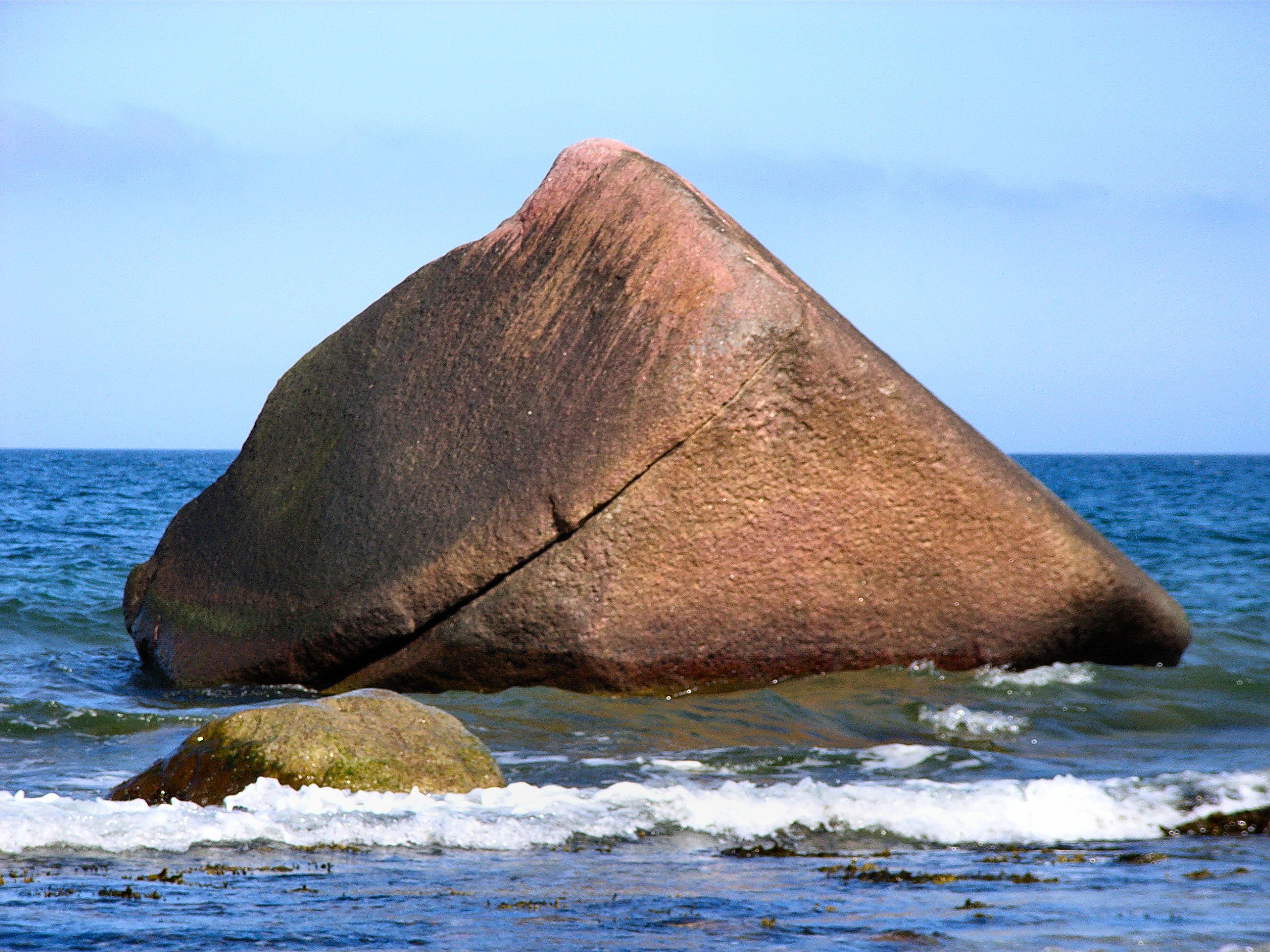
Schwanenstein, fünftgrößter Findling vor der Ostseeinsel Rügen

Eine Vielzahl historischer und aktueller Paradoxien in den Geowissenschaften und resultierende wissenschaftliche Kontroversen gelten als eine wesentliche Triebkraft der wissenschaftlichen Erkenntnis in dem Bereich. Einige Beispiele:
- Bis Mitte des 19. Jahrhunderts war die Herkunft und der Transport von Findlingen an ihre Fundorte ein wissenschaftliches Paradoxon.
- Paradoxon der schwachen jungen Sonne: Eine vor 3,8 Milliarden Jahren um 25 % geringere Strahlungsleistung der jungen Sonne ist eigentlich unvereinbar mit Hinweisen auf flüssiges Wasser und Leben zu der Zeit.
- Schneeball Erde: Anscheinend unvereinbare Ablagerungen von eiszeitlichen und tropischen Sedimenten auf vielen Kontinenten lassen eine weitverbreitete und abrupt verschwundene globale Vereisung annehmen.[2]
- Messinische Salinitätskrise: Die Herkunft schwer zu deutender Flachwassersedimente am Ozeanboden des Mittelmeeres wurde erst im 20. Jahrhundert geklärt.
- Münchberger Gneismasse Die Herkunft einer hochmetamorphen Gesteinsinsel in völlig andersartiger Umgebung ist nicht abschließend geklärt.
- Die Quasikristalle Dan Shechtmans sind insoweit paradox, als sie in einer scheinbar regelmäßigen, in Wahrheit aber aperiodischen Struktur angeordnet sind. Shechtmans kristallographische Arbeiten wurde von Größen wie Linus Pauling anfangs fundamental angegriffen und erhielten 2011 den Nobelpreis.

## Demografie, Markt- und Makroökonomie
- Demographisch-ökonomisches Paradoxon: die Bevölkerung in Industrienationen (und der Mittelstand in Entwicklungs- und Schwellenländern) setzt umso weniger Kinder in die Welt, je mehr sie es sich auf Grund des gestiegenen Realeinkommens eigentlich leisten könnte.
- Laffer-Paradoxon: Sinkende Steuersätze führen zu höheren Steuereinnahmen
- Sparparadoxon: Einzelne Wirtschaftsteilnehmer einer geschlossenen Volkswirtschaft können „sparen“ (ihr Nettogeldvermögen durch Einnahmeüberschüsse erhöhen). Die Gesamtheit der Wirtschaftsteilnehmer kann ihr Nettogeldvermögen nie durch Einnahmeüberschüsse erhöhen, da jeder finanziellen Forderung (Guthaben) des Gläubigers (Sparers) eine gleich hohe Verbindlichkeit eines Schuldners gegenübersteht, mit der sie sich in der aggregierten Gesamtbilanz der geschlossenen Wirtschaft zu Null saldiert. Das Nettogeldvermögen einer geschlossenen Volkswirtschaft ist daher immer gleich Null. Einzelne oder Gruppen können ihr Nettogeldvermögen nur in dem Maß erhöhen, indem die Komplementärgruppe ihres vermindert (einen Ausgabenüberschuss erzielt oder hinnimmt). Streben alle Wirtschaftsteilnehmer danach, ihr Nettogeldvermögen zu erhöhen, müssen sie versuchen, mehr Sachgüter und Dienstleistungen zu verkaufen als sie kaufen. Damit ist das Gesamtangebot größer als die Gesamtnachfrage, die Gesamtnachfrage bestimmt die tatsächliche Kaufstromstärke, es entstehen Käufermärkte Kosten- und Preisdruck nach unten (negativer Preistrend – Deflation), und der Leistungsdruck auf die Anbieter von Gütern und Dienstleistungen nimmt zu.
- Ausgabenparadoxon: Einzelne Wirtschaftsteilnehmer einer geschlossenen Wirtschaft können durch Ausgabenüberschüsse ihr Nettogeldvermögen vermindern. Die Gesamtheit aller Wirtschaftsteilnehmer kann ihr Geldvermögen niemals vermindern oder erhöhen, da sich dieses in der aggregierten Gesamtbilanz immer zu Null saldiert. Streben alle Wirtschaftssubjekte danach, ihr Geldvermögen zu vermindern, müssen sie versuchen, mehr zu kaufen als sie verkaufen. Damit übersteigt die Gesamtnachfrage das Gesamtangebot. Es entstehen Verkäufermärkte und eine Tendenz zu steigenden Preisen (Inflation). Der Leistungsdruck auf die Anbieter von Gütern und Dienstleistungen geht zurück.
- Stage migration: Eine Person, die von einem Ort in einen anderen Ort zieht, erhöht in beiden Orten das Durchschnittseinkommen.
- Giffen-Paradoxon: Je teurer das Brot ist, desto mehr wird gekauft.
- Bertrand-Paradoxon: Zwei konkurrierende Anbieter können keinen Profit machen.
- Catch-22 (Dilemma): „Wie soll ich Erfahrungen für einen Job sammeln, wenn ich ständig wegen mangelnder Erfahrung für diesen Job abgelehnt werde?“

## Ästhetik
- Paradox der Hässlichkeit

## Informatik
- Moravec’sches Paradox

## Paradoxe Gemeinplätze

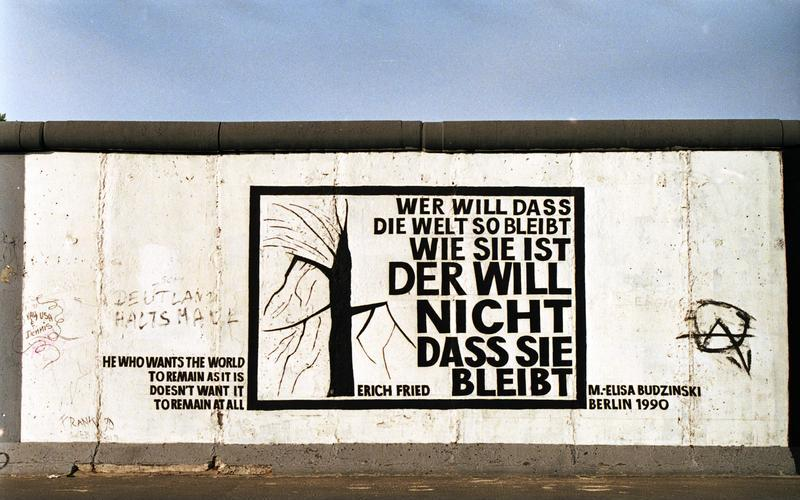
Fried-Zitat auf einem Rest der Berliner Mauer

In der Umgangssprache wird oft die widersprüchliche Wirkung von Paradoxien als rhetorisches Stilmittel verwendet (vgl. auch Oxymoron).
- Stärker als der Stärkste
- Dümmer als der Dümmste
- Das ist so wahr, dass es nur falsch sein kann.
- Das Leben ist der Tod, und der Tod ist das Leben.
- Der Mensch ist frei geschaffen, ist frei und würd er in Ketten geboren!
- Je mehr es sich verändert, desto mehr bleibt es das gleiche.
- Im Rückschritt liegt der Fortschritt.
- Wenn jemand den Sinn des Lebens erklärte, hätte das Leben seinen Sinn verloren!
- Die Ewigkeit ist lange, besonders gegen Ende hin!
- … mit ohne Ketchup/Senf
- Das einzig Beständige ist die Veränderung.
- Wenn man sich klar ausdrücken will, muss man sich manchmal widersprechen.
- Umsonst ist der Tod und der kostet das Leben.
- Das Weizenkorn muss sterben, um zu leben.
- Je mehr Käse, desto mehr Löcher; je mehr Löcher, desto weniger Käse. → Je mehr Käse, desto weniger Käse.
- Je mehr man lernt, desto mehr weiß man. Je mehr man weiß, desto mehr vergisst man. Je mehr man vergisst, desto weniger weiß man. → Je mehr man lernt, desto weniger weiß man.
- Aus der Erfahrung lernen wir, dass der Mensch aus Erfahrungen nicht lernt.
- Wer will, dass die Welt so bleibt, wie sie ist, der will nicht, dass sie [bestehen] bleibt. (Erich Fried)
- Ich weiß, dass ich nichts weiß. (Sokrates)
- Wirklichkeitsillusion (Thomas Mann)
- Dieser Satz ist eine Lüge.
- Immerhin sind wir uns einig, dass wir uns nicht einig sind.
- Kostenpflichtiges Geschenk
- Keine Regel ohne Ausnahme.